# Saint-Mathieu-de-Rioux
Saint-Mathieu-de-Rioux är en kommun i provinsen Québec i Kanada, vars huvudort är byn Saint-Mathieu. Den ligger i regionen Bas-Saint-Laurent, i den östra delen av landet, 600 km nordost om huvudstaden Ottawa.